# Анисимов, Евгений Васильевич
Евгений Васильевич Анисимов (1912—1988) — советский государственный деятель, Главный государственный арбитр СССР.

## Биография
Родился 18 февраля 1912 года в Москве. После окончания Московского электромеханического института инженеров транспорта в 1936 году был направлен в Наркомат путей сообщения СССР.
Член КПСС с 1940 года.
С 1941 года — в Наркомате Госконтроля СССР, в годы Великой Отечественной войны — главный контролёр по танковой промышленности.
С 1948 года — заместитель министра Госконтроля СССР.
С 1957 года — Первый заместитель Главного государственного арбитра СССР.
В 1960—1987 годах — Главный государственный арбитр СССР.
В марте 1987 года вышел на пенсию.
Скончался 18 ноября 1988 года в Москве. Похоронен на Новодевичьем кладбище г. Москвы (участок 10).

## Награды
- орден Ленина
- орден Октябрьской Революции
- 3 ордена Трудового Красного Знамени
- 2 ордена Знак Почёта